# Парламентарни избори в Северна Корея (2009)
Парламентарните избори в Северна Корея през 2009 г. са дванадесети избори за Върховно събрание и са проведени на 8 март.
Първоначално са насрочени за август 2008 г., но поради неизвестни причини са отложени. Счита се, че е заради влошеното здравословно състояние на Ким Чен Ир.

## Резултати
| Коалиция                                        | Партия                               | Гласове | %     | Места |
| ----------------------------------------------- | ------------------------------------ | ------- | ----- | ----- |
| Демократичен фронт за обединение на отечеството | Корейска работническа партия         |         | 100,0 | 606   |
| Демократичен фронт за обединение на отечеството | Социалдемократическа партия на Корея | 50      | 100,0 |       |
| Демократичен фронт за обединение на отечеството | Чондоистка партия                    | 22      | 100,0 |       |
| Демократичен фронт за обединение на отечеството | Независими                           | 3       | 100,0 |       |
| Общо                                            | Общо                                 |         | 100   | 687   |
| Регистрирани гласове/активност                  | Регистрирани гласове/активност       |         | 99,98 | –     |
| Източник:                                       |                                      |         |       |       |